# Confession baptiste colombienne
La Confession baptiste colombienne (espagnol : Denominación Bautista Colombiana) est une association chrétienne évangélique d'églises baptistes en Colombie. Elle est affiliée à l’Alliance baptiste mondiale. Son siège est situé à Bogota.

## Histoire
La Convention a ses origines dans une mission américaine du Conseil de mission internationale en 1941 . Elle est officiellement fondée en 1952 sous le nom de Convention baptiste colombienne . Selon un recensement de l’association, en 2023 elle disait avoir 202 églises et 21.844 membres.

## Écoles
En 1952, elle fonde le Séminaire théologique baptiste international de Cali .